# Sant Salvador de Serrallops
Sant Salvador de Serrallops o Serradellops és una església que es troba en un punt elevat que domina la Plana de Vic. És una obra inventariada.

## Descripció
En un punt elevat que domina la Plana de Vic, s'alça l'església de Sant Salvador de Serrallops o Serradellops, voltada d'algunes cases. Originàriament,al segle xi, era un petit edifici d'una sola nau coberta amb volta de canó amb absis semicircular a llevant, cobert amb volta de quart d'esfera i amb una finestra d'una sola esqueixada. Es va modificar al segle següent (XII) amb l'obertura d'un arcosoli al mur de migjorn i la construcció del mur exterior que suporta el campanar d'espadanya de dos ulls. Posteriorment, al segle xiii, la nau fou allargada pel cantó de ponent, amb una altra nau més ampla també coberta amb volta. La porta, al mur de migdia, és un portal adovellat del segle xvi. L'any 1787, l'interior fou arrebossat amb una decoració barroca
A principis del segle XX s'avança el mur de ponent dos metres a dins de la nau degut al deficient estat del mur originari. El parament dels murs és de carreuons irregulars, simplement escairats, i reomplerts amb rajoles.
La pica d'aigua beneita està treballada en pedra sorrenca, i actualment està molt deteriorada. El seu aspecte és semblant al d'una columna amb base i capitell. Amida 90 cm d'alçada, i presenta un diàmetre d'obertura de 27 cm. el cos de la pica presenta senyals evidents de què fou treballada amb relleu per la part exterior, encara que avui és totalment inidentificable. El peu és un cos cilíndric que també presenta restes d'un possible treball en relleu.

## Història
Dins l'antic terme del castell d'Oristà, en el lloc de Serrallops, l'església de Sant Salvador està documentada per primera vegada el 1065, quan el bisbe de Vic, Guillem de Balsareny, donà a Albert i a Guerau un mas situat al terme del castell d'Oristà, a la parròquia de Sant Salvador de Serrallops, al Soler.
Encara que consti que tenia funcions parroquials, Sant Salvador fou sufragània de Santa Maria d'Olost, ja que no consta en les llistes parroquials anteriors al 1154, ni a les posteriors. La seva situació com a sufragània consta a partir del 1687, amb la visita del bisbe Antoni Pascual. El 1878 fou unida a la parròquia de Sant Jaume i Sant Cugat d'Alboquers. L'església que sols conserva les funcions parroquials de cementiri per als membres de la família del Mas Sant Salvador, és cuidada pels propietaris del mas i manté el culte encara que s'utilitzi en poques ocasions.
La pica d'aigua beneita, segons els propietaris de la capella, va estar colgada durant molts anys vora l'entrada.